# جوی-ماریا فردریکسن
جوی-ماریا فردریکسن (انگلیسی: Joy-Maria Frederiksen؛ زادهٔ ۲۱ مهٔ ۱۹۶۴) بازیگر و صداپیشه اهل دانمارک است.
از فیلم‌ها یا برنامه‌های تلویزیونی که وی در آن نقش داشته‌است می‌توان به وثیقه، کوتاه و بلند، و کشتار اشاره کرد.